# Liste der politischen Parteien in Äthiopien
Politische Parteien in Äthiopien gibt es de facto erst seit 1984, vorher existierten auch diverse Befreiungs- und Widerstandsorganisationen.
Von 1889 bis 1974 herrschten in Äthiopien die Kaiser Menelik II., Iyasu V., die Kaiserin Zauditu und Kaiser Haile Selassie I. In den Jahren 1936 bis 1941 gab es eine Unterbrechung durch die Besatzung der Italiener. Hier litt Äthiopien unter den Gräueltaten der faschistischen Partei. Danach waren politische Parteien im Kaiserreich Abessinien nicht zugelassen. Von 1974 bis 1984 herrschte das Militär und bis 1991 war Äthiopien ein Einparteienstaat mit der Arbeiterpartei Äthiopiens (Worker's Party of Ethiopia, Kürzel WPE) als Einheitspartei, oppositionelle Parteien konnten nur im Untergrund oder im Exil existieren.
Nach dem Fall des Mengistu-Regimes gab es bis zu der Wahl zur Konstituierenden Verfassung am fünften Juni 1994 eine Übergangsregierung mit einem provisorischen Parlament. Die ersten richtigen Wahlen fanden am 7. Mai, am 18. und am 28. Juni 1995 statt. Dabei wurden die ersten Abgeordneten des Volksrepräsentantenhauses (kurz genannt Parlama) gewählt. Seitdem gab es noch Wahlen 2000, 2005 sowie 2010. Das Bundeshaus, dessen Abgeordnete Vertreter der Regionen sind, wurde 2000 und 2005 gewählt.

## Parlamentarische Parteien
- AAPO – All-Amhara-Volksorganisation
- AEUO – Gesamtäthiopische Einheitsorganisation
- ANDM – National-Demokratische Bewegung der Amharen
- ANDO – Demokratische Bewegung der Argobba-Nationalität
- ANDP – Nationale Demokratische Partei der Afar
- ARDUF – Revolutionäre Demokratische Einheitsfront der Afar
- BGPDUF – Demokratische Einheitsfront des Volkes der Benishangul-Gumuz
- EDL – Äthiopische Demokratische Liga
- EDUP – Äthiopische Demokratische Einheitspartei
- ESDFP – Äthiopische Sozialdemokratische Föderale Partei
- GPDM – Demokratische Bewegung der Völker Gambellas
- HNL – Nationalliga der Harari
- IHAPA – Äthiopische Revolutionäre Volkspartei
- MEISON – Gesamtäthiopische Sozialistische Bewegung
- ONC – Oromo-Volkskongress
- OPDO – Demokratische Organisation des Oromovolkes
- RE: MDSJ – Regenbogen Äthiopien: Bewegung für Demokratie und Soziale Gerechtigkeit
- SEPDC – Demokratisches Bündnis der Völker Südäthiopiens
- SEPDM – Südäthiopische Volksdemokratische Bewegung
- SMPDUO – Demokratische Einheitsfront der Völker Sheko und Majangir
- SPDP – Demokratische Partei des Somali-Volkes
- TPLF – Volksbefreiungsfront von Tigray
- UDJ – Einheit für Demokratie und Gerechtigkeit
- UEDP-M – Vereinte Äthiopische Demokratische Partei/Medhin
- WAFIDO – Föderalistische Demokratische Oromo-Bewegung

## Parteienbündnisse
- EPRDF – Revolutionäre Demokratische Front der Äthiopischen Völker
  - TPLF
  - OPDO
  - ANDM
  - SEPDM
- CUD – Koalition für Einheit und Demokratie
  - EDL
  - AEUP
  - UEDP
  - RE: MDSJ
- UEDF – Vereinigte Äthiopische Demokratische Kräfte
  - ONC
  - ESDFP
  - SEPDC
  - AAPO
  - EDUP
  - IHAPA
  - MEISON
  - ARDUF
- AFD – Allianz für Freiheit und Demokratie
  - CUD
  - UEDF
  - EPPF
  - OLF
  - ONLF
  - SLF

## Nicht registrierte Parteien
- EPPF – Patriotische Front der Äthiopischen Völker (Ethiopian Peoples' Patriotic Front)
- EUF – Äthiopische Einheitsfront
  - BPLM – Volksbefreiungsbewegung der Beni Shangul (Beni Shangul People’s Liberation Movement)
  - KPF – Patriotische Front der Kaffa (Kefagn Patriotic Front)
- IFLO – Islamische Front für die Befreiung Oromias
- OLF – Oromo-Befreiungsfront
- ONLF – Nationale Befreiungsfront für den Ogaden
- SLF – Sidama-Befreiungsfront

## Historische Parteien
- WPE – Arbeiterpartei Äthiopiens
- WSLF – Westsomalische Befreiungsfront
- EPLF – Eritreische Volksbefreiungsfront
- ESDL – Demokratische Liga der Äthiopischen Somali
- EDU – Äthiopische Demokratische Union